# Pei Wei Asian Diner
Pei Wei Asian Diner, bekannt als Pei Wei Asian Kitchen, ist eine US-amerikanische Restaurantkette, die sich auf pan-asiatische Küche spezialisiert hat. Gegründet im Jahr 2000 in Scottsdale, Arizona, gehört das Unternehmen zu P. F. Chang’s China Bistro, Inc. Stand 2025 betreibt Pei Wei etwa 116 Restaurants in den Vereinigten Staaten. Die Gerichte werden in einer offenen Küche frisch zubereitet, wobei Kochmethoden wie das Wok-Braten zum Einsatz kommen. Die Speisekarte bietet Gästen Anpassungsmöglichkeiten, einschließlich vegetarischer und glutenfreier Optionen.
Pei Wei wird in der Restaurantbranche als „Fast Casual“ eingestuft. Dies kombiniert die Bequemlichkeit von Bestellungen am Tresen mit Tischservice, sobald die Bestellung aufgegeben wurde. Zudem verfügen die Restaurants über einen speziellen Eingang für Kassierer, um Takeout-Bestellungen effizient abzuwickeln.

## Geschichte
Das Konzept wurde entwickelt, um im „Fast Casual“-Segment mit schnell zubereiteten, maßgeschneiderten Gerichten zu konkurrieren, während P. F. Chang’s im Full-Service-Segment blieb. Der Name „Pei Wei“ bedeutet übersetzt „geschmackvolles Essen“. Die erste Filiale eröffnete 2000 in Scottsdale, Arizona. Bis Dezember 2001 expandierte die Kette nach Dallas, Texas, und im Juni 2002 nach Irvine, Kalifornien. Im Oktober 2006 wurde die 100. Filiale in Little Rock, Arkansas, eröffnet, und im Oktober 2015 feierte Pei Wei die 200. Filiale in Richardson, Texas. Stand 2025 betreibt Pei Wei etwa 116 Restaurants in den USA mit einem starken Fokus auf die Bundesstaaten Kalifornien, Texas, Arizona und Florida. Die Kette hat ihre internationale Präsenz in den letzten Jahren reduziert, und es gibt keine bestätigten aktiven Standorte außerhalb der USA für 2025.
Die Gerichte werden in einer offenen Küche frisch zubereitet, wobei Techniken wie das Wok-Braten verwendet werden. Die Speisekarte bietet Anpassungsmöglichkeiten, einschließlich vegetarischer und glutenfreier Optionen, sowie seit 2016 Quinoa, Salate und leichtere kleine Portionen, um dem Trend zu gesünderem Essen gerecht zu werden. Pei Wei führte 2015 ein Kundenbindungsprogramm ein, bei dem Punkte für Belohnungen wie kostenloses Essen gesammelt werden können. Ebenfalls 2015 war Pei Wei eine der ersten Ketten, die Apple Pay in allen Filialen einführte. Kunden können seit September 2016 über die Pei Wei Mobile App oder online Bestellungen aufgeben. Im August 2015 eröffnete die Kette ihre erste Campus-Filiale an der Arizona State University.
Im Laufe der Jahre entwickelte sich Pei Wei weiter. 2016 schloss die Kette alle Filialen in Ohio und Louisiana, eröffnete jedoch neue Standorte in Florida, Texas und Arkansas. Gleichzeitig begann eine umfassende Rebranding-Kampagne. Ein Testküchen-Restaurant in Scottsdale wurde eröffnet, um neue Menüpunkte zu entwickeln und Kundenfeedback in Echtzeit zu sammeln. 2017 trennte sich Pei Wei von P. F. Chang’s und verlegte den Hauptsitz von Scottsdale nach Irving, Texas. Im Februar 2018 wurde der Name offiziell zu Pei Wei Asian Kitchen geändert, begleitet von einem neuen Tiger-Logo. Am 5. Juni 2019 wurde Pei Wei an PWD Acquisition LLC verkauft.

## Speiseangebot

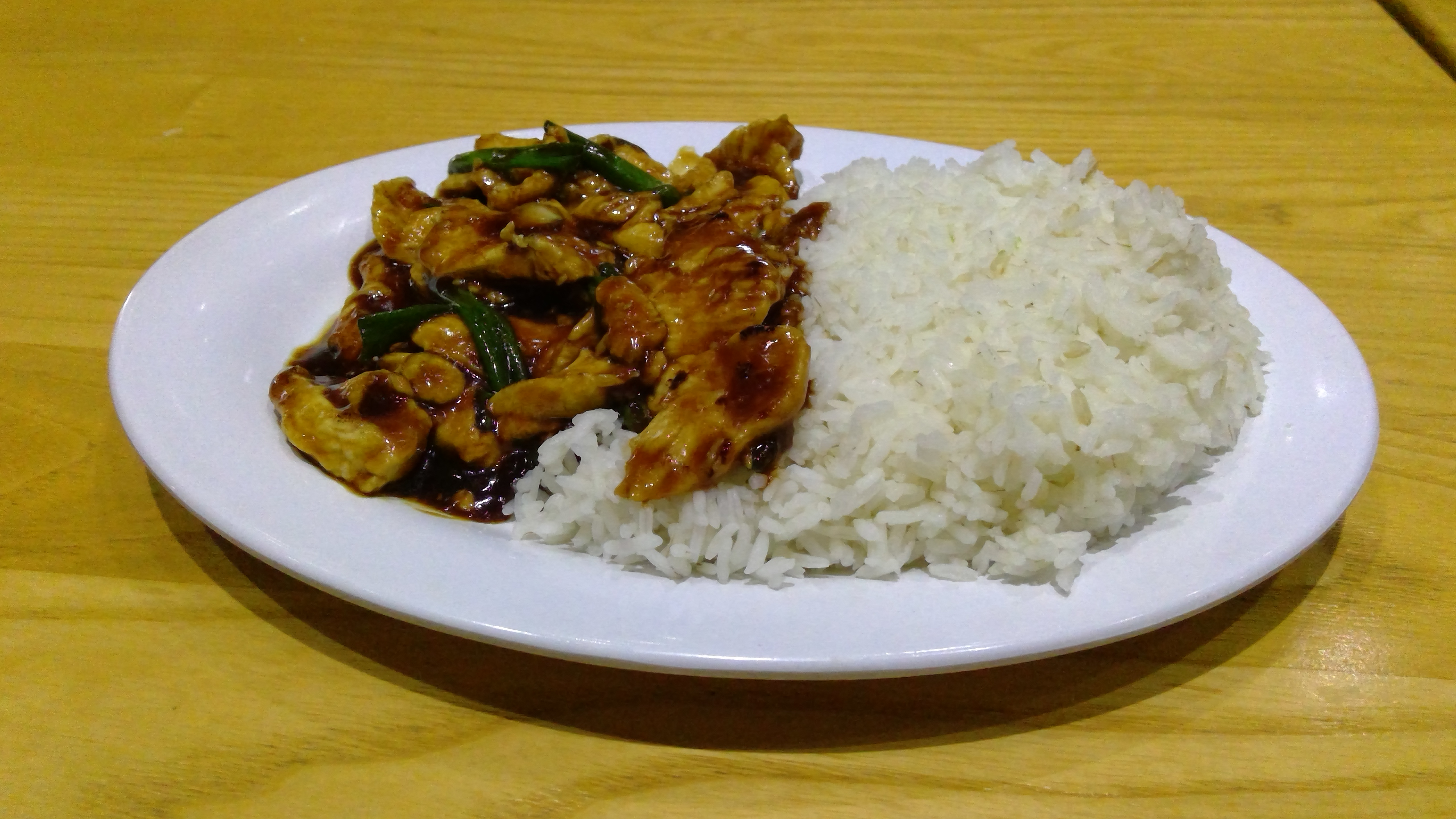
Typisches Gericht in einem Pei Wei Restaurant.

Pei Wei Asian Diner bietet eine Auswahl an asiatischen Gerichten, darunter chinesische, thailändische, japanische, koreanische und vietnamesische Spezialitäten. Die Gerichte werden frisch zubereitet und können je nach Vorlieben und Bedürfnissen der Kunden angepasst werden. Seit 2023 hat Pei Wei neue Menüoptionen eingeführt, darunter pflanzenbasierte Proteine wie Impossible Beef und Tofu, um den wachsenden Trend zu nachhaltigen und veganen Gerichten zu bedienen. Zusätzlich wurden neue Gerichte wie Spicy Drunken Noodles und verbesserte glutenfreie Optionen eingeführt, um das Menü vielfältiger zu gestalten.

## Standorte
Pei Wei Asian Diner hat seine Filialen hauptsächlich in den USA, mit Schwerpunkt auf Einkaufszentren. Die internationale Präsenz wurde deutlich reduziert, und Stand 2025 gibt es keine bestätigten aktiven Standorte in Bahrain, Katar, Kuwait, den Vereinigten Arabischen Emiraten oder Südkorea mehr, da die Kette sich auf den US-Markt konzentriert hat.